# Tamagushi
Un tamagushi ou tamakushi (玉串) est un objet des rituels d'offrande aux esprits du shintō, au Japon: une branche de l'arbre sakaki décorée de bandes de papier washi (shide), de soie ou de coton.

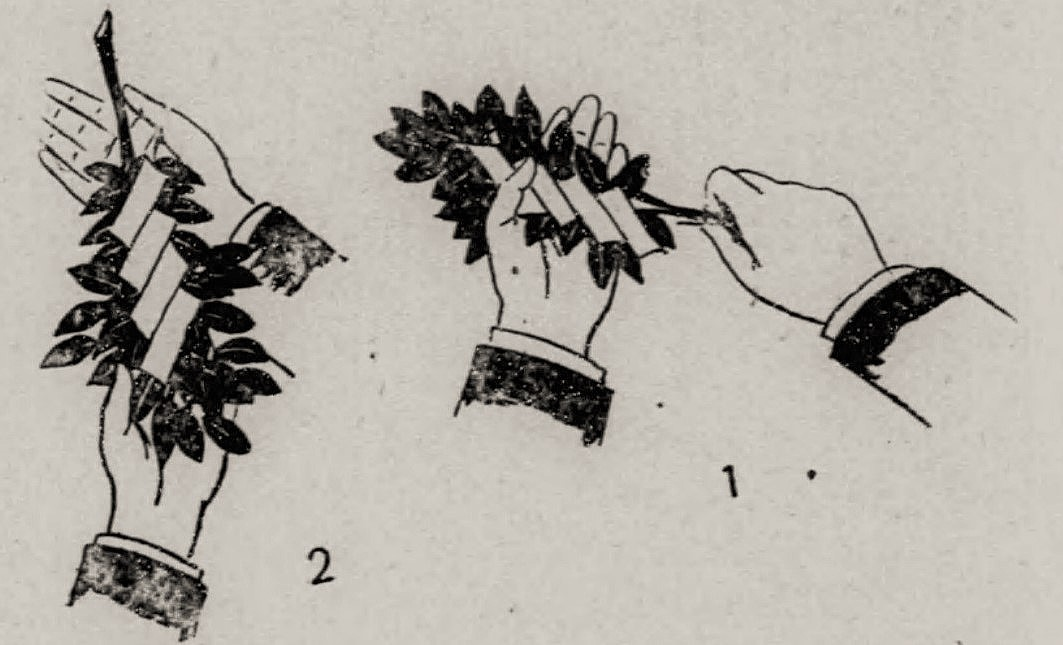
Geste de l'offrande.